# Lockheed
Cet article concerne le constructeur aéronautique. Pour le liquide de frein, voir liquide de frein.
La Lockheed Corporation (d'abord appelée la Loughead Aircraft Manufacturing Company) était un constructeur américain de l'aéronautique et de l'aérospatiale fondé en 1912, en Californie. Elle fusionna avec Martin Marietta en 1995 et devint Lockheed Martin.

## Historique

### Les débuts: de «Loughead» à «Lockheed»
En 1912 naît l'Alco Hydro-Aeroplane Company fondée par Allan et Malcolm Loughead, financée par leur sponsor l'Alco Cab Company. Son premier hydravion, le Modèle G, est un impressionnant modèle à hélice tractive. Les frères Loughead, évincés faute de succès commercial, fondent en 1916, avec l'aide de nouveaux investisseurs, la Loughead Aircraft Manufacturing Co.. La société, établie en Californie, obtient en mars 1918 une commande de la marine américaine pour son bimoteur F-1 d'une capacité de 10 passagers. En raison de la surproduction qui conclut l’euphorie des « années folles », la Loughead est néanmoins amenée à la banqueroute en 1921. Elle est l'un des pionniers de ce qui deviendra l'industrie aérospatiale californienne.
Lockheed arrive à maturité à partir de 1927 avec la série des Lockheed Vega conçus par un jeune technicien de la compagnie, Jack Northrop. Le Vega est le premier modèle commercial qui parvient à s'imposer vraiment sur le marché (avec 141 appareils), grâce aux records et performances réalisés par Amelia Earhart, Wiley Post et George Hubert Wilkins. La compagnie est incorporée par la Detroit Aircraft Corporation en juillet 1929. Allan Loughead a démissionné du poste de directeur général de l'entreprise qu'il avait fondée, il n'y reviendra plus que comme consultant en 1950.

### Production dans l'entre-deux-guerres
La Crise de 1929 ruina le marché de l'aéronautique, et la compagnie, en redressement judiciaire avec un actif évalué à 129 861 $ (
2433468 actuels), fut reprise par un groupe d'investisseurs en 1932 pour 40 000 $ (
749561 actuels). En 1934, l'un des trois investisseurs, l’homme d'affaires Robert E. Gross, fut élu président de la nouvelle compagnie, la Lockheed Corporation, dont le siège social fut implanté à l’aérodrome de Burbank (Californie). Gross demeurera en poste jusqu'à sa mort en 1961, et sa succession sera reprise par son frère, Courtlandt Gross.
Dans les années 1930, Lockheed investit 139 400 $ dans le développement du bimoteur Electra. La compagnie vendit quarante de ces appareils dès la première année. Amelia Earhart et son copilote Fred Noonan volaient à bord d'un tel avion lors de leur tentative malheureuse de faire le tour du monde en 1937. Les successeurs de cet appareil, le Lockheed L-12 Electra Junior et le Super Electra L 14 permirent à la compagnie de se développer.
Le Lockheed L 14 est le prototype du bombardier Hudson, qui a équipé aussi bien la Royal Air Force que l'armée des États-Unis à la fin des années 1930 et au début de la Seconde Guerre mondiale. Il était d'abord destiné à la traque des sous-marins. Le L-14 a été exporté dans d'autres pays : 100 appareils furent construits sous franchise au Japon pour équiper l'Armée impériale japonaise. Lockheed continua de livrer des avions au Japon jusqu'en mai 1939.

### Contribution à l'effort de guerre

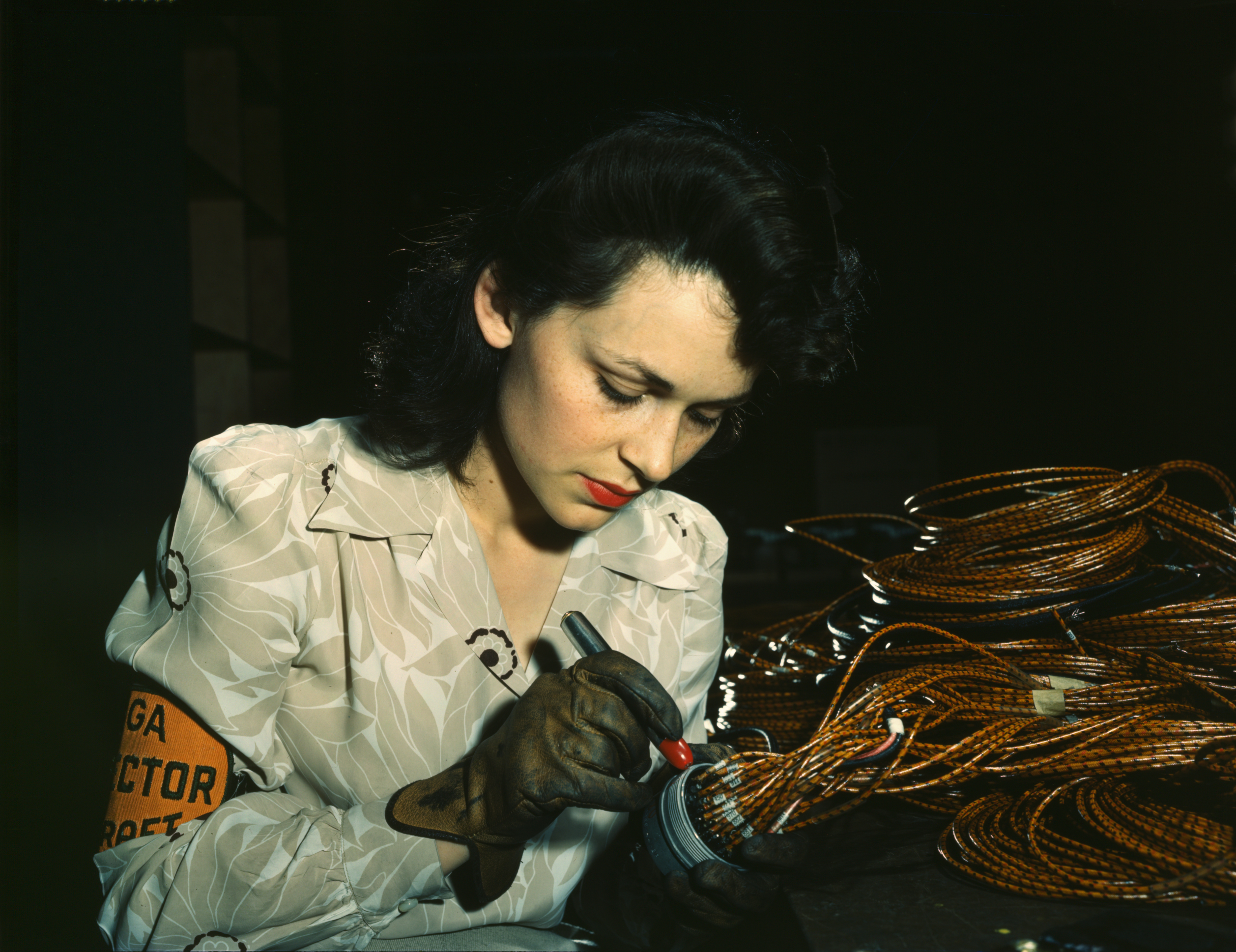
Une ouvrière de la chaîne de fabrication de Vega Aircraft Corporation, filiale de Lockheed (Burbank, juin 1942, coll. Bibl. du Congrès).

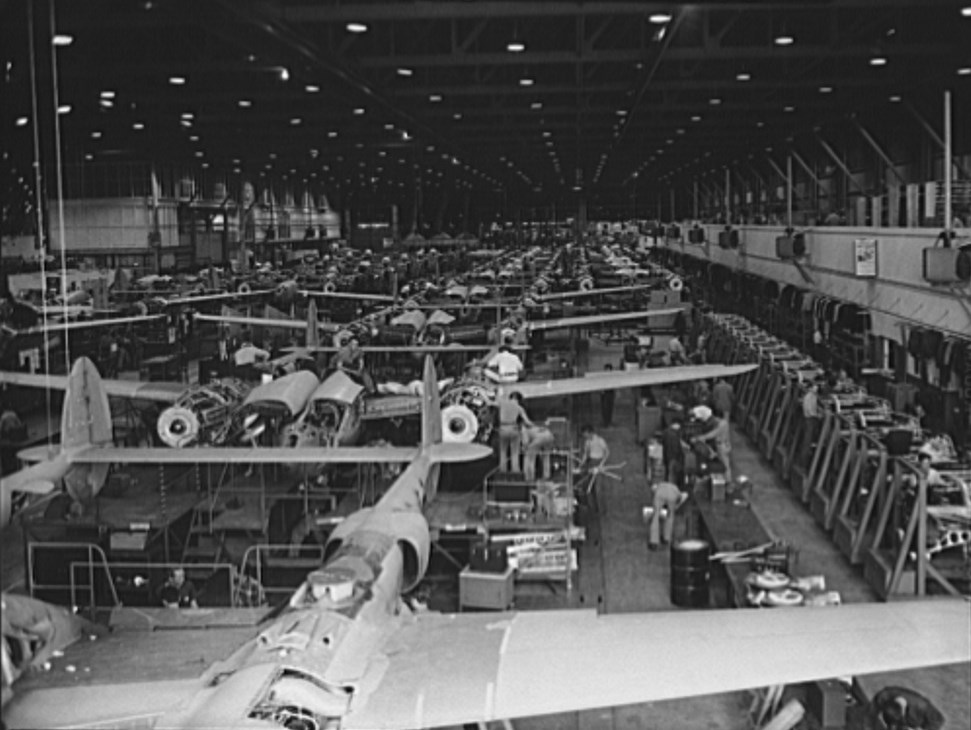
Chaines de montage de l’usine Lockheed de Burbank en 1942.

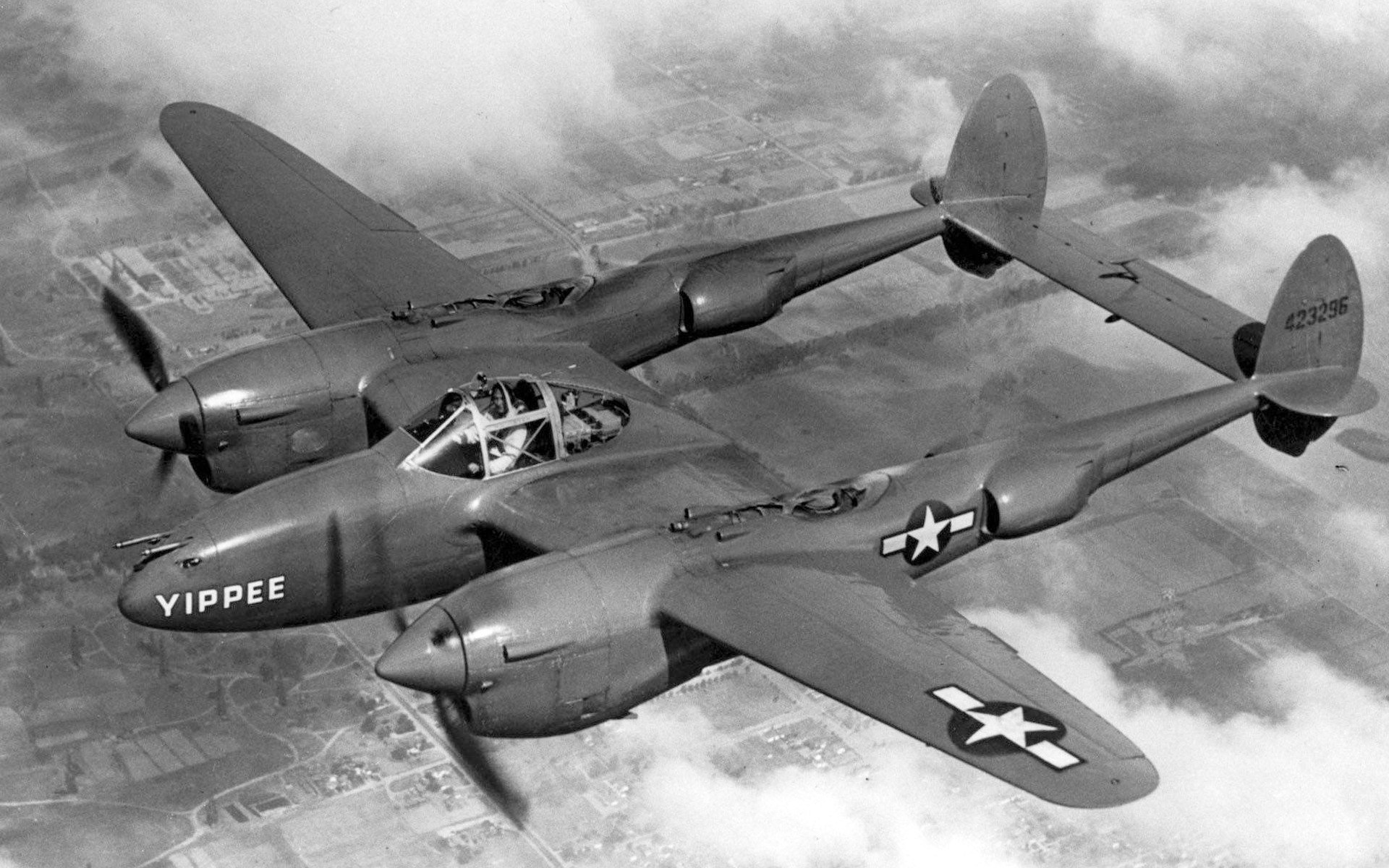
P-38J Lightning "YIPPEE"

Au début de la Seconde Guerre mondiale, Lockheed (dont le directeur technique était Clarence (Kelly) Johnson, considéré comme l'un des plus fameux concepteurs d'appareils des États-Unis) répondit à un appel d'offres pour la fabrication d'un avion intercepteur avec le chasseur P-38 Lightning, un bimoteur de conception curieuse avec son arrière bipoutre, testé par le pilote d'essai Marshall Headle. Le P-38 aura été le seul chasseur américain à être produit tout au long de la guerre, de Pearl Harbor à la capitulation du Japon. Il fut utilisé aussi bien en attaque au sol qu'en combat aérien ou comme bombardier stratégique sur tous les théâtres d'opération, et a abattu davantage d'avions japonais que tout autre type de chasseur deS U.S. Army Air Forces durant le conflit ; c'est notamment cet appareil qui abattit l'avion de l'amiral japonais Isoroku Yamamoto.
L'usine Lockheed Vega était située à côté de l'aérodrome de l'Union de Burbank, que la compagnie avait acheté en 1940. Tout au long de la guerre, le terrain était camouflé pour le préserver des reconnaissances ennemies : l'usine était cachée sous une immense bâche agricole en toile de jute dont les motifs apparents représentaient une campagne inoffensive, avec des timbres en caoutchouc représentant des automobiles,. Des centaines de faux arbres, de broussailles, de maisons et même de bouches à incendie étaient dispersés à sa surface pour créer l'illusion de relief. Les arbres et broussailles étaient faits de fil de fer de clôture couvert de ruban adhésif sur lequel on avait collé des plumes pour former une texture de feuillage.
Parmi les fournisseurs de l'armée américaine de la Seconde Guerre mondiale, Lockheed se classe au dixième rang des compagnies américaines. Au total, Lockheed et sa filiale Vega ont construit 19 278 appareils (2 600 Ventura, 2 750 forteresses volantes (sous licence Boeing), 2 900 Hudson, et 9 000 Lightning) au cours de la guerre, ce qui représente 6 % du total des avions construits au cours du conflit.

### Production d'après-guerre

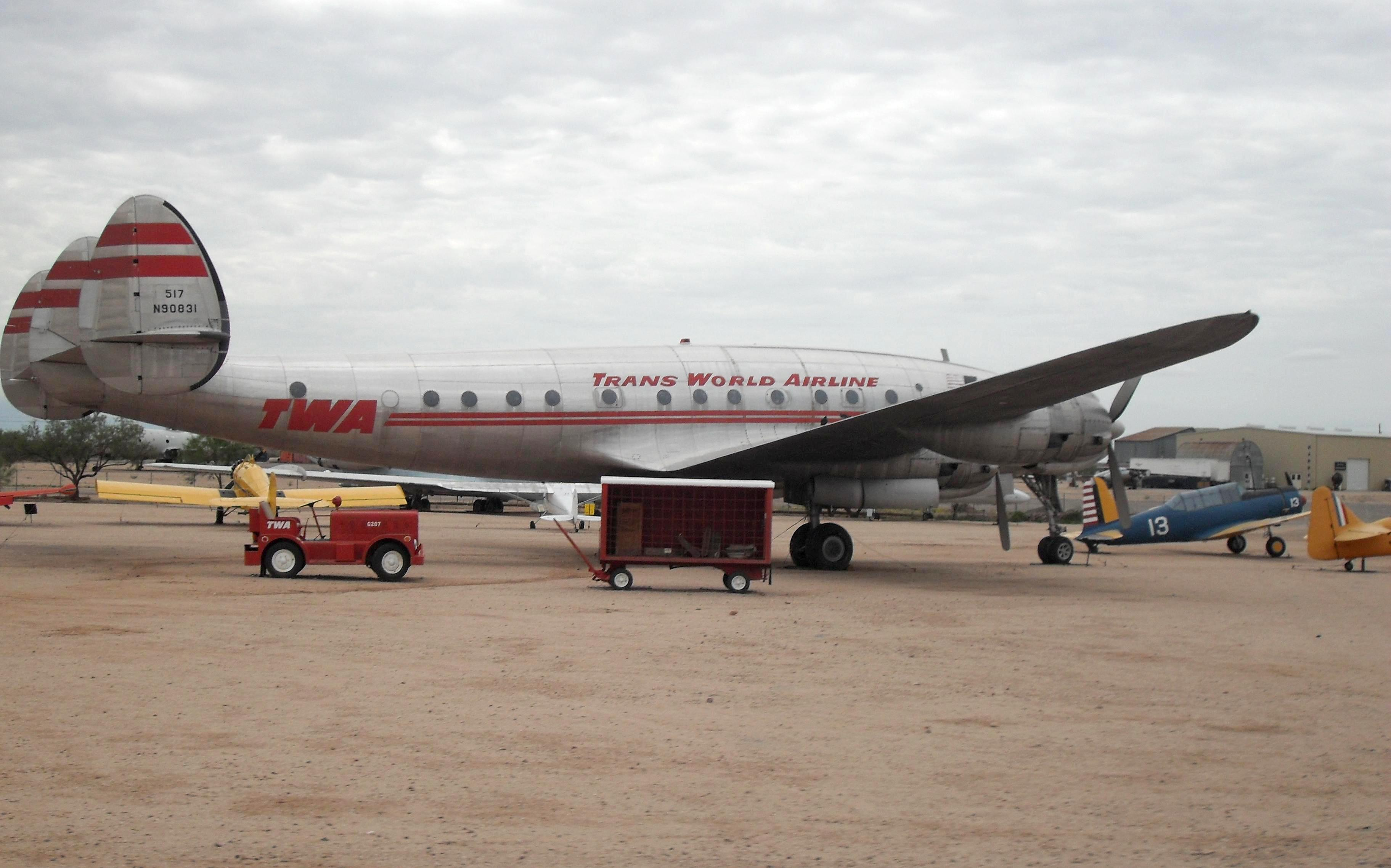
Un Constellation L-049 acheminant les uniformes de TWA au Musée de l'aviation Pima.

Tout au long de la Seconde Guerre mondiale, Lockheed, en collaboration avec Trans World Airlines (TWA), avait mis au point un long-courrier moderne, le L-049 Constellation, pouvant transporter jusqu'à 43 passagers entre New York et Londres à 480 km/h soit une traversée en 13 heures. L'armée américaine eut d'abord l'exclusivité des Constellation (appelés plus familièrement Connies). Après la guerre, cet appareil donna à Lockheed plus d'une année d'avance sur ses concurrents sur le marché de l'aviation civile, alors en pleine modernisation. Les performances du Constellation, avec son triple empennage de queue caractéristique, bouleversaient la donne en rehaussant le niveau des exigences. La géométrie du triple aileron de queue vient de la demande des premiers acheteurs, des petites compagnies dont les hangars n'étaient pas suffisamment hauts pour accueillir les longs-courriers de l'époque.
Lockheed produisit bientôt un plus gros porteur, le Constitution R6V à deux ponts, destiné à remplacer le Constellation ; mais sa motorisation s'avéra insuffisante.

### Recherche expérimentale

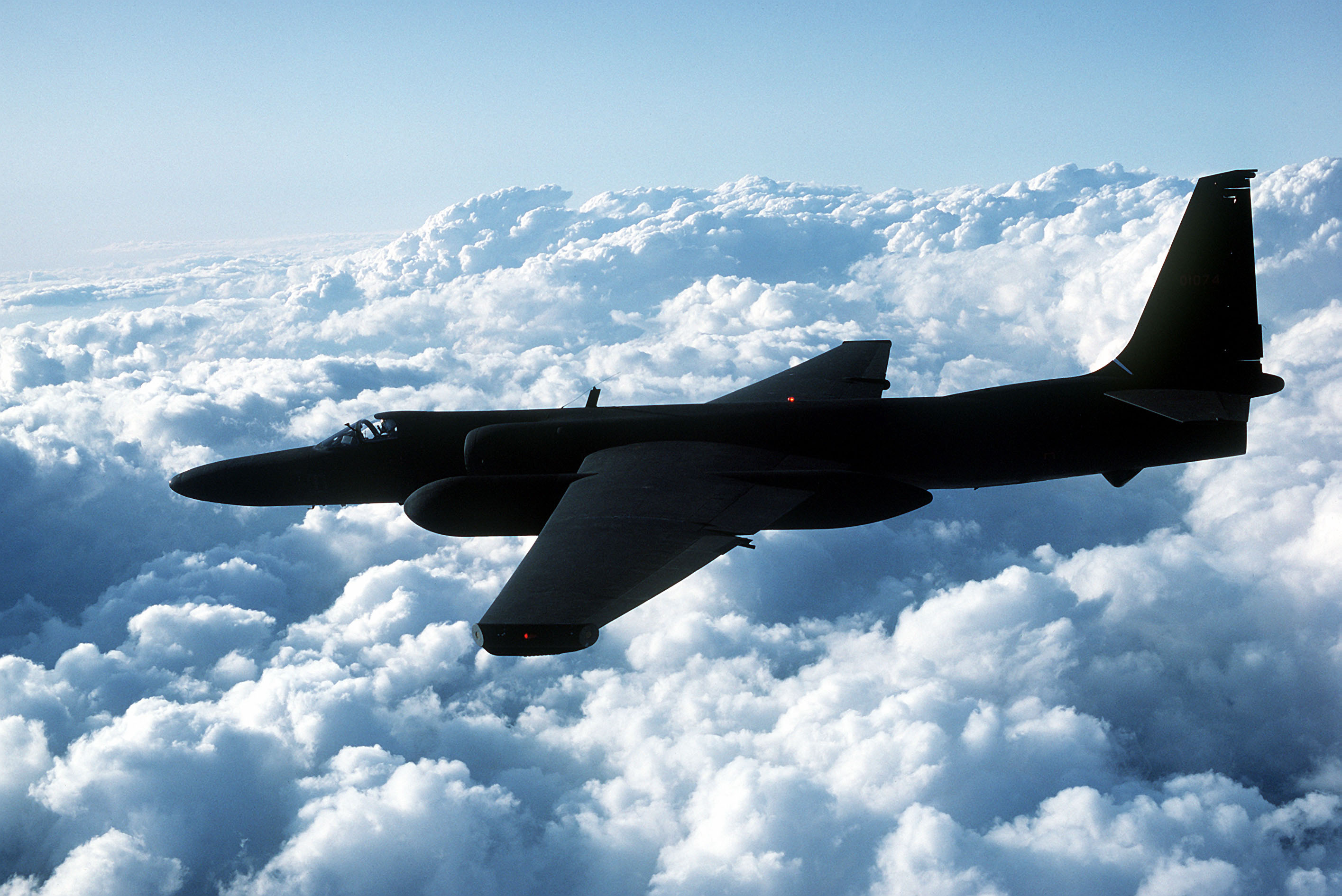
Le Lockheed U-2, lancé en 1955, a assuré des missions d'espionnage au-delà du Rideau de fer.

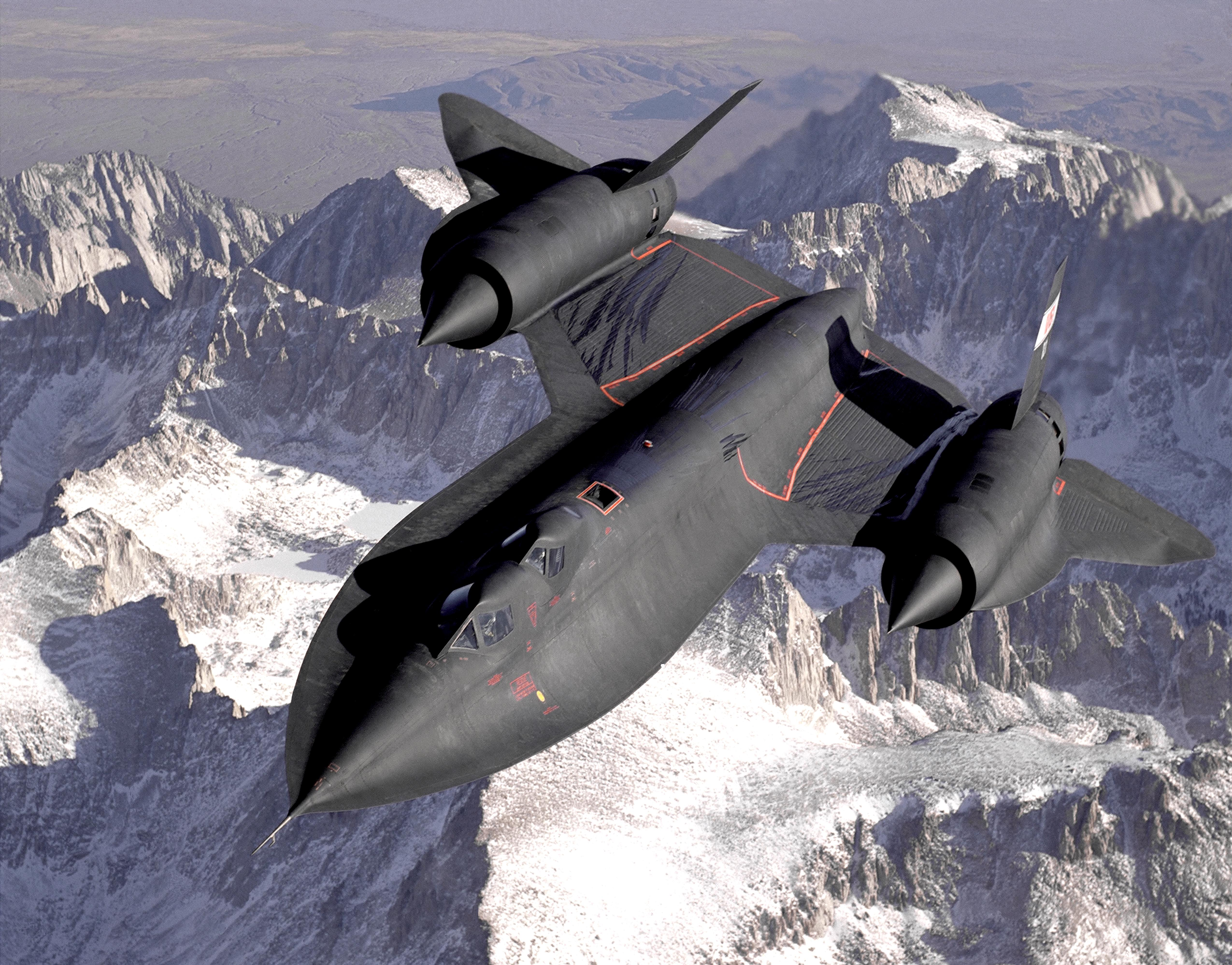
Le Lockheed SR-71 (coll. NASA).

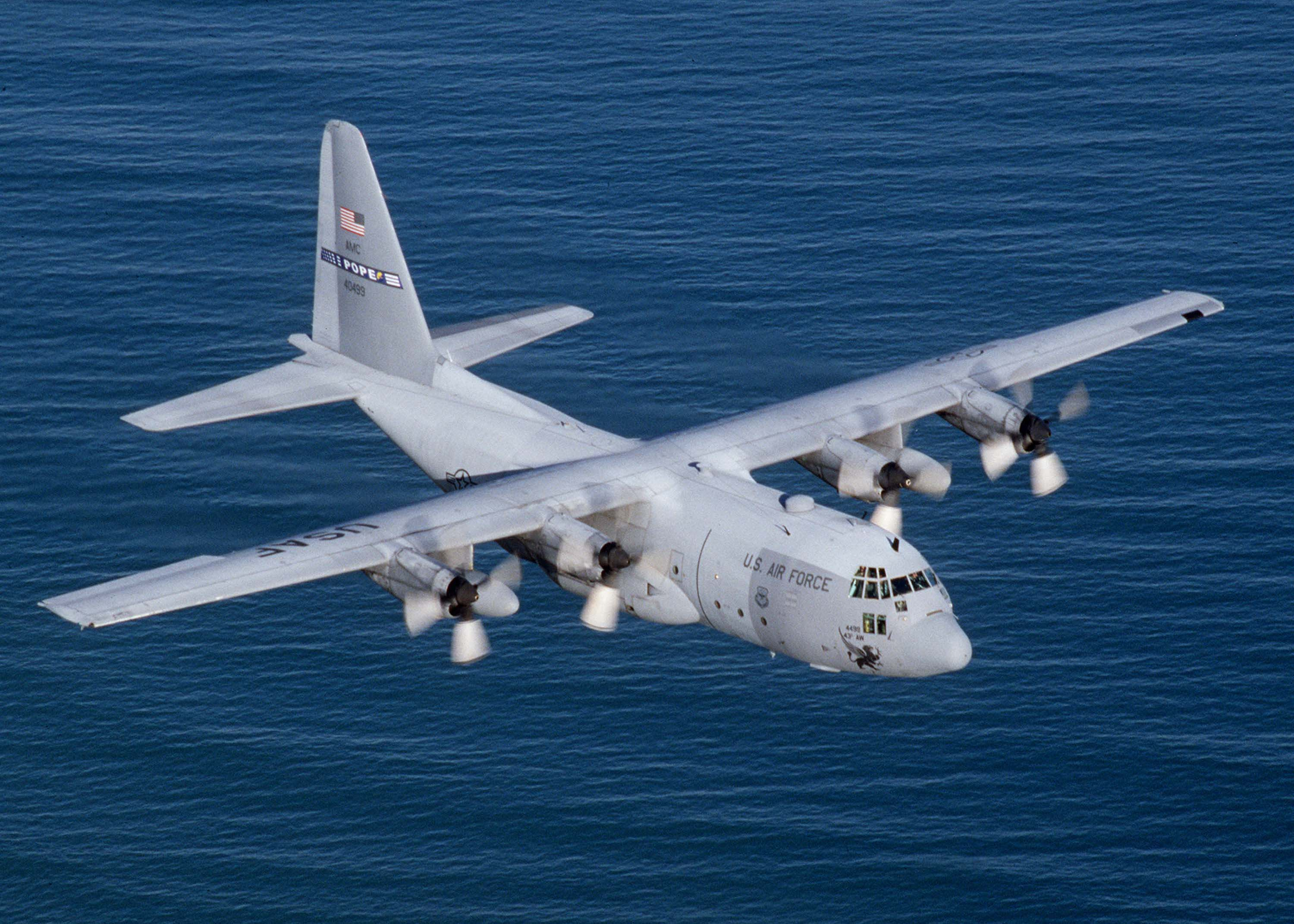
Le Hercules C-130, équipant plusieurs armées à travers le monde, est destiné au ravitaillement tactique.

Dès 1943, Lockheed entreprit dans le plus grand secret ses premières recherches à Burbank sur l’avion à réaction avec un projet de chasseur expérimental. Ce prototype, le Lockheed P-80 Shooting Star, sera le premier chasseur à réaction américain à abattre un ennemi, et le premier jet vainqueur en combat aérien avec la destruction en vol d'un MiG-15 pendant la Guerre de Corée, bien qu'à cette époque le F-80 (qui reçut ce nom en 1948) fût déjà considéré comme dépassé.
Le développement du modèle P-80 n'était que la première réalisation du centre de recherche de Lockheed, l’Advanced Development Division, appelée familièrement les Skunk Works, par allusion à la bande dessinée d'Al Capp, « Li'l Abner ». Parmi ses autres productions, il y a lieu de mentionner surtout le U-2 (fin des années 1950), le Blackbird (1962) et le chasseur furtif F-117 Nighthawk (1978). Les Skunk Works produisaient des appareils aux lignes très pures dans des délais remarquablement courts, et avec très peu de matériel.

### La Guerre froide: du Capitole à la Roche tarpéienne
L'année 1954 fut celle du premier vol du Hercules C-130, transporteur dont la longévité reste à ce jour inégalée (il continue d'être produit encore aujourd'hui).
En 1956, Lockheed obtint le contrat de fabrication du missile balistique Polaris destiné aux sous-marins lanceurs d'engin (SNLE) ; la compagnie obtiendra par la suite l'adjucation pour les missiles nucléaires Poséidon et Trident.
Lockheed développa le chasseur F-104 Starfighter, le premier appareil à dépasser Mach 2, à la fin des années 1950. Au début des années 1960, la compagnie lança sur le marché le quadriréacteur militaire C-141 Starlifter.
Tout au long des années 1960, Lockheed poursuivit le développement de deux gros porteurs : le transporteur militaire C-5 Galaxy et le long-courrier civil à fuselage large TriStar. Ces deux projets furent des échecs en termes de délai et de coûts de développement. Le C-5, issu d'un cahier des charges contradictoire, souffrait de graves défauts structurels, auxquels Lockheed dut remédier à ses propres frais; quant au Tristar, il était en compétition commerciale avec le Douglas DC-10 ; or les retards d'approvisionnement du motoriste Rolls-Royce tournèrent à l'avantage du DC-10. L'échec du C-5 et du L-1011, se conjuguant à l'abandon par l'armée américaine du projet d'hélicoptère de combat AH-56 Cheyenne et à des défections contractuelles sur le marché de l'armement naval, poussèrent Lockheed au bord de la faillite.
Croulant sous les dettes, Lockheed (qui était alors le plus gros fournisseur de l'armée de l'air américaine) sollicita en 1971 un emprunt public auprès du gouvernement fédéral pour échapper à la banqueroute. Cette proposition fit l'objet de débats passionnés au Sénat : son principal opposant était William Proxmire (élu du Wisconsin), bête noire de Lockheed et de son président Daniel J. Haughton. Au terme de débats houleux, le vice-président Spiro T. Agnew parvint à arracher le vote de la motion, et Lockheed acheva de rembourser son emprunt de 1 400 000 000 $ au gouvernement en 1977, avec 112 220 000 $ d'intérêts.

### Scandales et pots-de-vin
Les scandales de Lockheed viennent de la découverte d'une série de pots-de-vin et de rétrocommissions versées par des responsables de Lockheed entre la fin des années 1950 et le début des années 1970. Au cours de l'hiver 1975-76, la commission Church du Sénat parvint à établir que des membres du directoire de Lockheed avaient effectivement versé des commissions à des représentants des gouvernements alliés pour obtenir des contrats de vente d'avions militaires. En 1976, la presse divulgua que Lockheed avait versé 22 000 000 de $ en pots-de-vin à des responsables étrangers pour ce qu'on a appelé à l'époque le « marché du siècle », à savoir la négociation de la vente de plusieurs appareils dont le Starfighter F-104 aux autres pays de l'OTAN. Au terme de l’enquête, il s'avère que Lockheed avait versé 38 000 000 de $ en pots-de-vin.
Le scandale a éclaboussé la classe politique en Allemagne de l'Ouest, aux Pays-Bas, en Italie et au Japon. Aux États-Unis, il a eu pour conséquence le vote d'une loi contre les pots-de-vin à l'étranger (Foreign Corrupt Practices Act) et a pratiquement poussé l'avionneur Lockheed à la banqueroute (il était alors empêtré dans le fiasco commercial du Tristar). Le président de la compagnie, Haughton, dut démissionner.

### La tentative d'OPA de 1989
À la fin des années 1980, l'OPA largement médiatisée sur Lockheed Corporation de Harold Simmons (en), coutumier des rachats d'entreprise par endettement qui s'était déjà assuré 20 % du capital, tourna à l'échec. Simmons avait accumulé ses premières prises de participation dans Lockheed au début de l'année 1989 à la faveur des coupes de budget du Pentagone, qui avaient provoqué un net fléchissement du cours des fournisseurs de l'Armée américaine ; mais les analystes doutaient que Simmons se lance dans une OPA sur l'avionneur, dans la mesure où il se battait alors pour prendre le contrôle du consortium chimique Georgia Gulf. Simmons s'intéressait à Lockheed parce que, selon le New York Times, l'un de ses principaux investisseurs était la Caisse de Retraite des Agents Publics de Californie, excédentaire alors de 1 400 000 000 de dollars et donc soupçonnée de réaliser prochainement ses avoirs pour rembourser ses mandants et verser l'excédent aux actionnaires de la Lockheed (dont la Caisse de retraite elle-même). Évoquant la mauvaise gestion (mismanagement) du président de Lockheed, Daniel M. Tellep (en), Simmons ne cachait pas ses intentions de remplacer le directoire par ses agents en tant qu'actionnaire majoritaire. Parmi les hommes qu'il mit en place, on compte l'ancien sénateur du Texas John Tower, un ex-président de la Commission de Défense, et l'amiral Elmo Zumwalt Jr., ex-chef des Opérations Navales,.

## Avions militaires
- P-38 Lightning
- U-2
- SR-71 Blackbird
- F-117 Nighthawk
- F-104 Starfighter
- F-16 Falcon
- F-22 Raptor
- F-35 Lightning II
- P-80 Shooting Star
- T-33
- F-94 Starfire
- S-3 Viking
- P2V Neptune
- Lockheed P-3 Orion
- Lockheed Hudson
- C-130 Hercules (et Lockheed AC-130)
- C-141 Starlifter
- C-5 Galaxy
- Lockheed YO-3A Quiet Star

## Avions civils

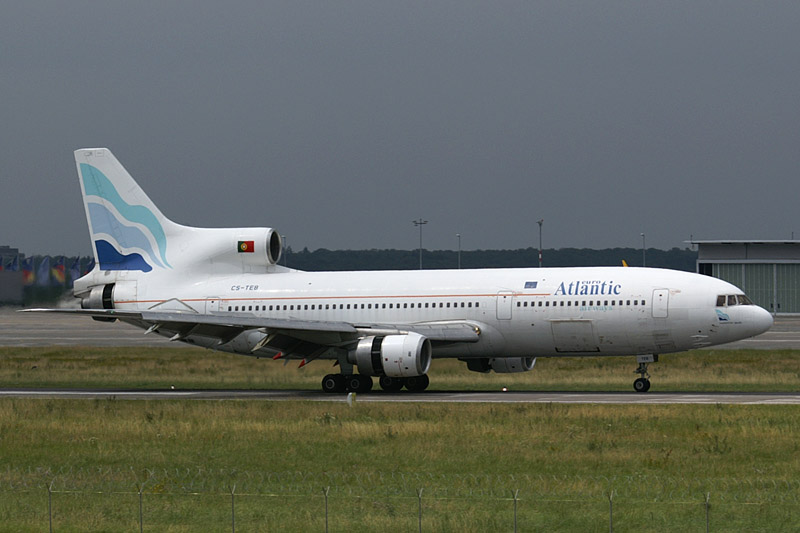
Lockheed L-1011 TriStar

- Lockheed JetStar
- Lockheed Vega
- Lockheed L-1011 TriStar
- Lockheed Constellation
- Lockheed L-188 Electra
- Lockheed L-12 Electra
- Lockheed L-75 Saturn

## Prototypes

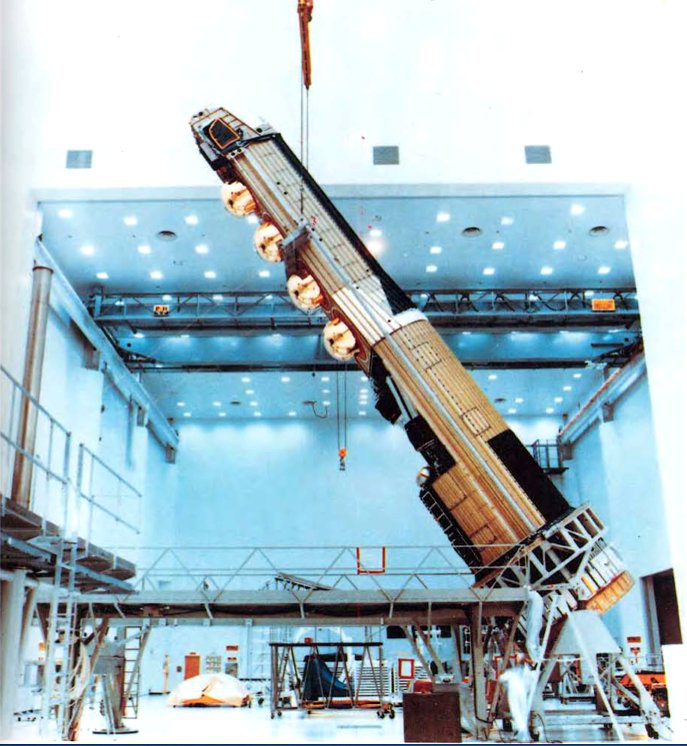
Un satellite de reconnaissance KH-9 en cours de construction.

- Lockheed XFV
- Lockheed XF-90
- Lockheed X-7
- Lockheed AH56 cheyenne

## Astronautique
- Lockheed X-17 (fusée)
- KH-9 (satellite)
- Télescope spatial Hubble